# Burg Okazaki
Die Burg  Okazaki (jap. 岡崎城) ist eine japanische Burg in Okazaki (Präfektur Aichi). Sie wurde auch „Drachenburg“ (龍城, Tatsuki) genannt. Zuletzt residierte dort ein Zweig der Honda, die zu den kleineren Fudai-Daimyō gehörten.

## Burgherren in der Edo-Zeit
- Ab 1601 ein Zweig  der Honda mit 50.000 Koku.
- Ab 1645 ein Zweig der Mizuno mit 50.000 Koku.
- Ab 1762 Matsui Yasu mit 50.000 Koku.
- Ab 1769 wieder ein  Zweig der Honda mit 50.000 Koku.

## Geschichte
Die Burg Okazaki soll 1455 von dem Verwalter der Provinz Mikawa Saigō Tsugiyori (西郷 稠頼) erbaut worden sein. Im Jahr 1532 eroberte Matsudaira Kiyoyasu (松平 清康; 1511–1535) die Burg, baute sie wieder an der heutigen Stelle auf und machte sie zum Sitz der Familie. Sein Enkel Tokugawa Ieyasu wurde in dieser Burg geboren.
Da nach Kiyoyasus Tod die Matsudaira an Macht verloren, musste Ieyasu als Geisel dem in Sumpu residierenden Imagawa Yoshimoto  als Geisel übergeben werden. Ieyasu konnte jedoch nach der Schlacht von Okehazama wieder nach Okazaki zurückkehren. Von da an residierte er elf Jahre dort, bis er die Burg Hamamatsu zu seinem Wohnsitz machte.
Nachdem Ieyasu die Kantō-Provinzen erhalten hatte, residierte dort der Hausverwalter Toyotomi Hideyoshis, Tanaka Yoshimasa (1548–1609) dort, der die Gesamtanlage der Burggräben schuf. Nach der Schlacht von Sekigahara bezog ein Zweig der Honda die Burg, die dann ihr endgültiges Aussehen erhielt.

## Die Anlage

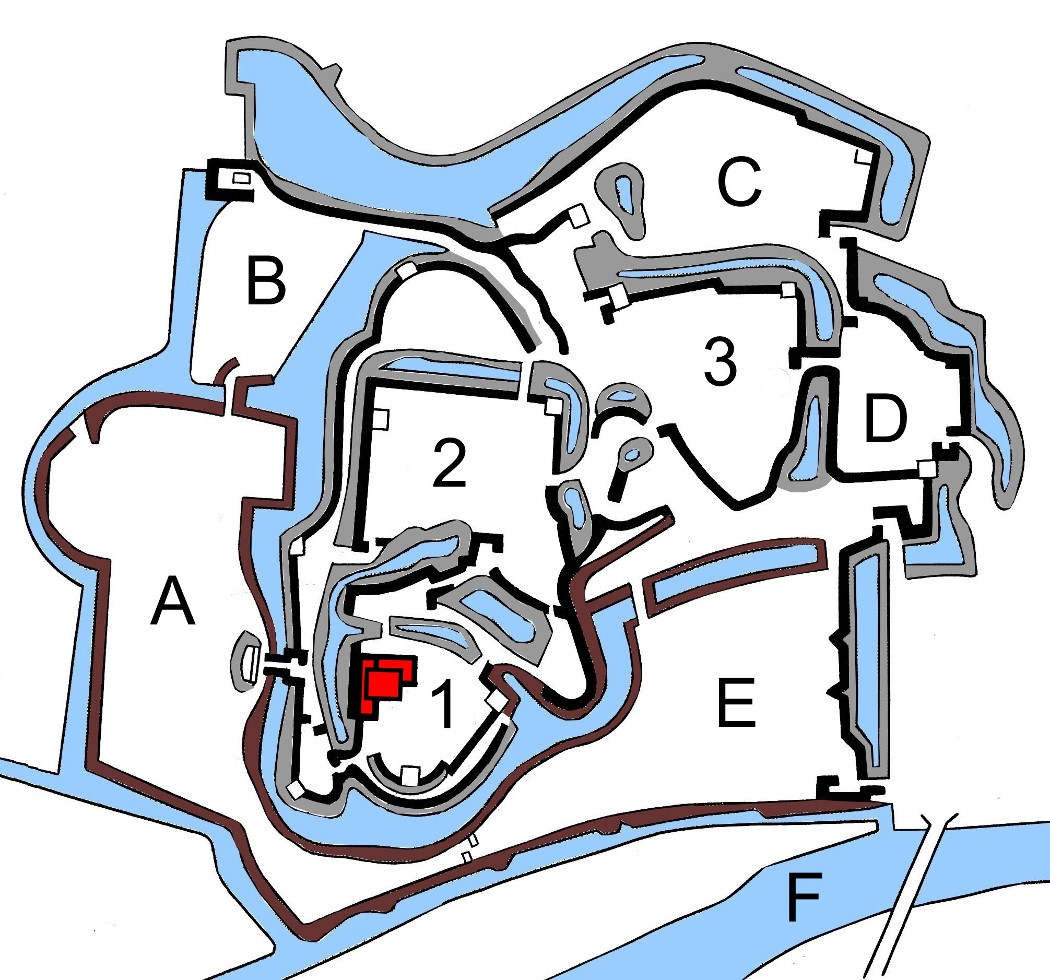
Plan der Burg 1: Hommaru 2: Ni-no-maru 3: San-no-maru Rot: Burgturmkomplex
A-F: siehe Text

Die Burg Okazaki liegt auf einer Anhöhe am Nordufer des Flusses Sugō-gawa (菅生川), heute Oto-gawa (乙川) genannt. Auf dem höchsten Punkt befand sich der zentrale Bereich, das Hommaru (本丸) mit dem von zwei Wachtürmen (Ido-yagura (井戸櫓) und Tsuki-yagura (付櫓)) flankierten Burgturm. An der Nordseite schloss sich der zweite Bereich an, das Ni-no-maru (二ノ丸). Zwischen dem zweiten Bereich und dem sich im Nordosten anschließende San-no-maru (三ノ丸) lag das kleine Higashi-maru (東丸). Das Hommaru wurde 1617 einschließlich des dreistöckigen Burgturms von Honda Yasunori angelegt.
Diese Anlage wurde geschützt durch zahlreiche Vorbefestigungen, A: Hakusan-kuruwa (白山曲輪), B: Hieda-kuruwa (稗田曲輪), Kita-kuruwa (北曲輪), C: Jōruri-kuruwa (浄瑠璃曲輪), D: Bizen.kuruwa (備前曲輪) und das am Suō-Fluss [F] gelegene E: Suō-kuruwa (菅生曲輪). Weitere kleine Vorbefestigungen unmittelbar vor dem Hommaru hießen Sakaya-kuruwa (坂谷曲輪), Jibutsudō-kuruwa (持仏堂曲輪), Inkyo-kuruwa (隠居曲輪) und Furotani-kuruwa (風呂谷曲輪). Am Fluss befanden sich Bootsanlegestellen. Das Haupttor (大手門, Ōte-mon) befand sich zwischen dem Bizen-kuruwa und dem San-no-maru.
Die Residenz des Burgherrn befand sich im Ni-no-maru. Da dort wurde Ieyasu geboren wurde, nannte man die Burg in Edo-Zeit „Die Burg, von der der heilige Fürst stammt“ (神君出生城, Shinkun shussei jō).
Nach 1868 wurden die Gebäude der Burg zerlegt und verkauft, Hommaru, Ni-no-marau und San-no-maru wurden öffentlicher Park. Steinmauern,  und Erdwälle blieben nur teilweise erhalten, die Gräben verschwanden – bis auf den Abschnitt südlich des Hommaru – vollständig. 1959 wurde der Burgturm, der Ido-Wachturm samt Nebenturm äußerlich wieder hergestellt. Daneben befindet sich seit der Meiji-Zeit der Tatsuki-Schrein. (龍城神社, Tatsuki-jinja). In den letzten Jahren wurde auch das Haupttor (Ōte-mon) wieder aufgebaut, allerdings nicht an der ursprünglichen Stelle.